# Batalha de Gásni (2018)
A batalha de Gásni  teve inicio em 10 de agosto de 2018, quando os combatentes do Talibã iniciaram uma ofensiva na cidade de Gásni; a sexta maior cidade do Afeganistão e que tem sido extremamente importante tanto cultural como estrategicamente ao longo da história do país. A incursão matou centenas de insurgentes, soldados e policiais, bem como dezenas de civis, além de resultar em danos materiais em grande escala na cidade. 
A batalha traz incertezas sobre as negociações de paz e ocorreu apenas algumas semanas antes das eleições parlamentares do Afeganistão. A batalha foi parte de uma ofensiva coordenada pelos insurgentes talibãs que permitiu que o grupo capturasse várias bases e distritos governamentais. 